# Carl Axel Juringius
Carl Axel Juringius, född 1 mars 1777 i Kimstads församling, Östergötlands län, död 28 maj 1832 i Kimstads församling, Östergötlands län, var en svensk präst.

## Biografi
Juringius föddes 1777 i Kimstads församling. Han var son till kyrkoherden Paul Juringius och Margareta Bergqvist. Juringius blev höstterminen 1795 student vid Uppsala universitet och höstterminen 1804 vid Kungliga akademien i Åbo. Han avlade magisterexamen 28 juni 1805 och  prästvigdes 28 juli 1806 till adjunkt i Kimstads församling. Juringius avlade pastoralexamen 17 augusti 1808 och blev kyrkoherde i Kimstads församling 21 september 1808 med tillträde 1809. Han blev 27 september 1820 prost och 24 april 1824 kontraktsprost i Norrköpings kontrakt. Juringius avled 1832 i Kimstads församling.
Juringius var opponent vid prästmötet 1820.

### Familj
Juringius gifte sig första gången den 9 oktober 1808 med Anna Catharina Ekerman (1783–1828). Hon var dotter till kyrkoherden Daniel Ekerman och Beata Margareta Ståhle i Furingstads församling. Juringius gifte sig andra gången den 22 oktober 1829 med Charlotta Lundberg (1801–1888).